# Jeu vidéo de sport

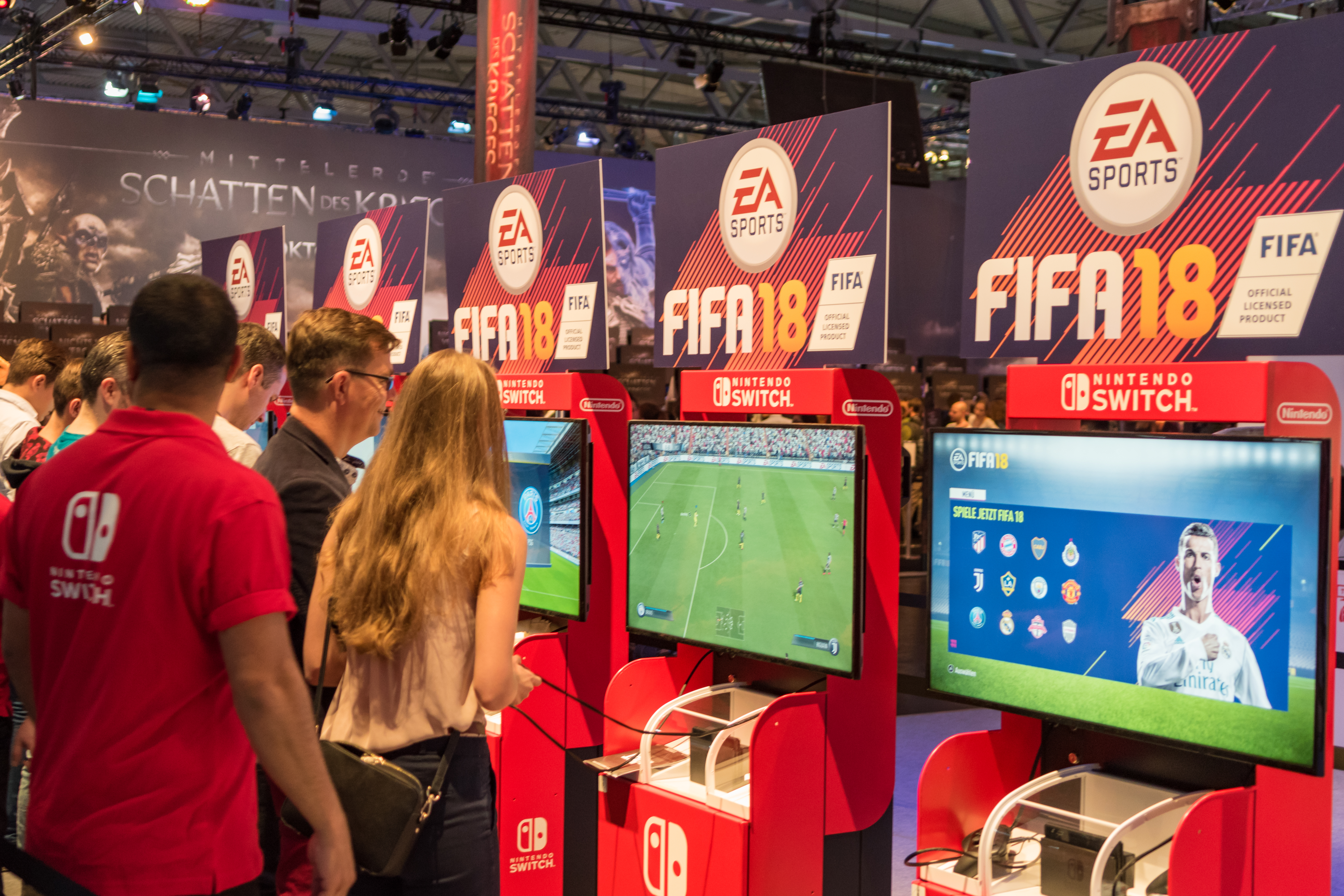
Bornes de jeu à l'image de FIFA18, jeu-vidéo de football

Un jeu vidéo de sport est un genre de jeu vidéo qui simule un sport. Les jeux vidéo de course sont des jeux de sport très représentés, tout comme les jeux de football, basket-ball, hockey sur glace…

## Assimilation à d'autres genres
Les premiers jeux vidéo de sport n'offraient pas à l'époque de réels graphismes et étaient donc considérés comme des jeux d'habileté. On différencie toutefois les jeux vidéo de sport où le joueur prend part à l'action des jeux de sport de management, qui comptent parmi les jeux de gestion, à la croisée de la simulation économique et de la tactique sportive.
Un jeu de sport peut être qualifié de simulation (Full Ace Tennis Simulator), le but du jeu est de représenter au plus près la réalité du sport choisi, ou d'arcade (Virtua Tennis), le jeu reprend les principes de la réalité sans ses contraintes, en visant plutôt le côté spectaculaire de la discipline.

## Historique

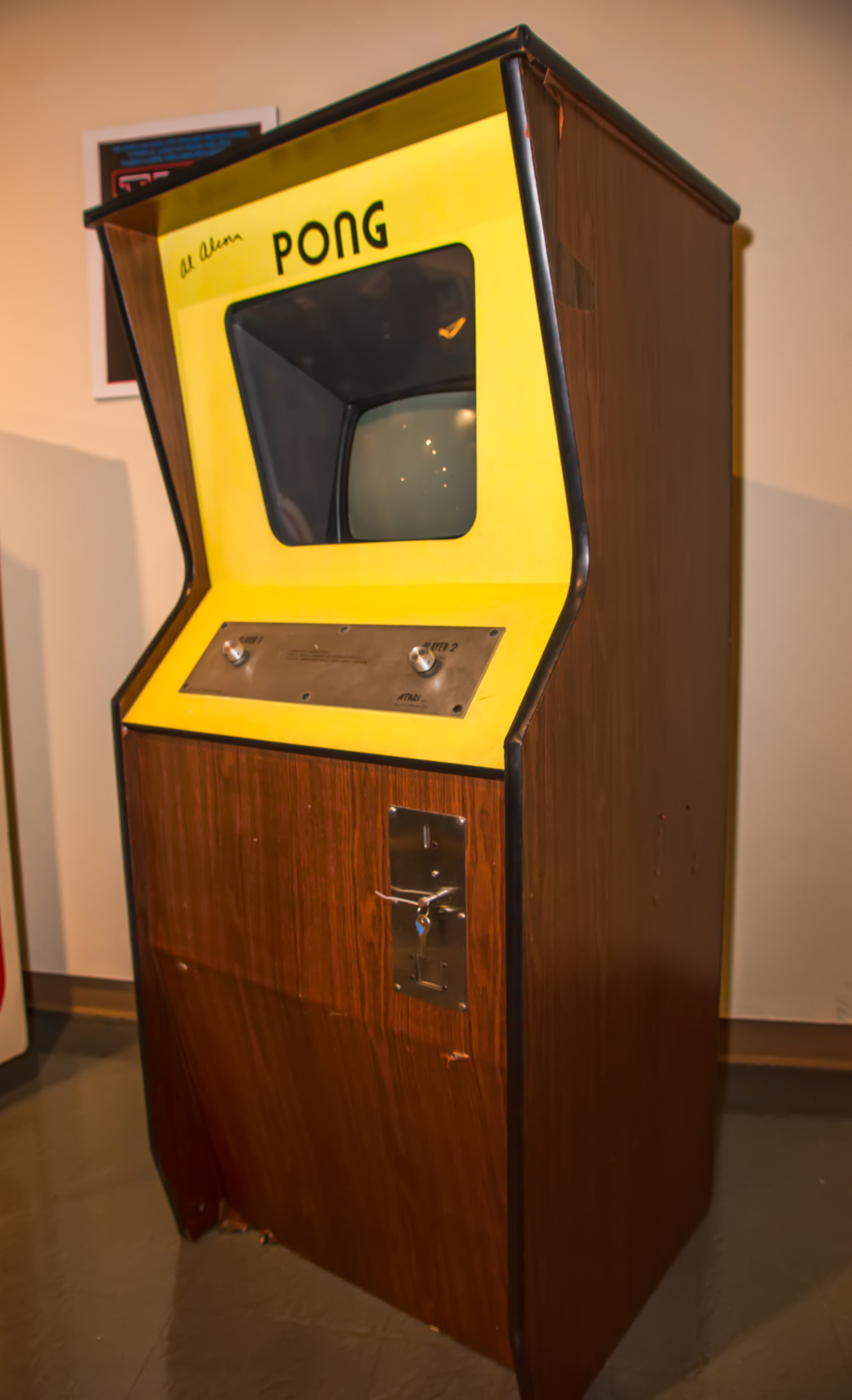
Borne d'arcade du jeu vidéo Pong, signée par le créateur du jeu, et présentée à l'exposition 'Golden Age of Video Games' au Neville Public Museum, à Green Bay, dans le Wisconsin

Les premiers jeux électroniques créés à la fin des années 1940 et au début des années 1950 étaient des jeux de société. En 1954, William Brown and Ted Lewis créent un jeu de billard sur ordinateur. En 1958, le physicien William Higinbotham crée le jeu Tennis for Two sur oscilloscope, premier jeu électronique à être montré au grand public, et le premier affichant du mouvement,. Dans les années 1970 d'autres jeux vidéo basés sur des sports sont créés, en particulier le célèbre jeu Pong en 1972.
Au début des années 1980 apparaissent les consoles de jeux vidéo, qui proposent divers jeux de sport. Les jeux vidéo les plus populaires sont ceux de football, de tennis et les jeux de compétition à deux joueurs en général. Mais la possibilité de jouer seul ou à plusieurs (plus de deux joueurs) n'était pas à exclure.
Des jeux sur les Jeux Olympiques et différentes Coupes du monde apparaissent également. En 1993 le label EA Sports de Electronic Arts sort et commence alors à dominer le marché des jeux vidéo de sport. En 2006 Wii Sports sort sur Wii et devient rapidement le jeu le plus vendu sur cette console, ainsi que jeu vidéo de sport le plus vendu de tous les temps.